# Kazimierz Furman

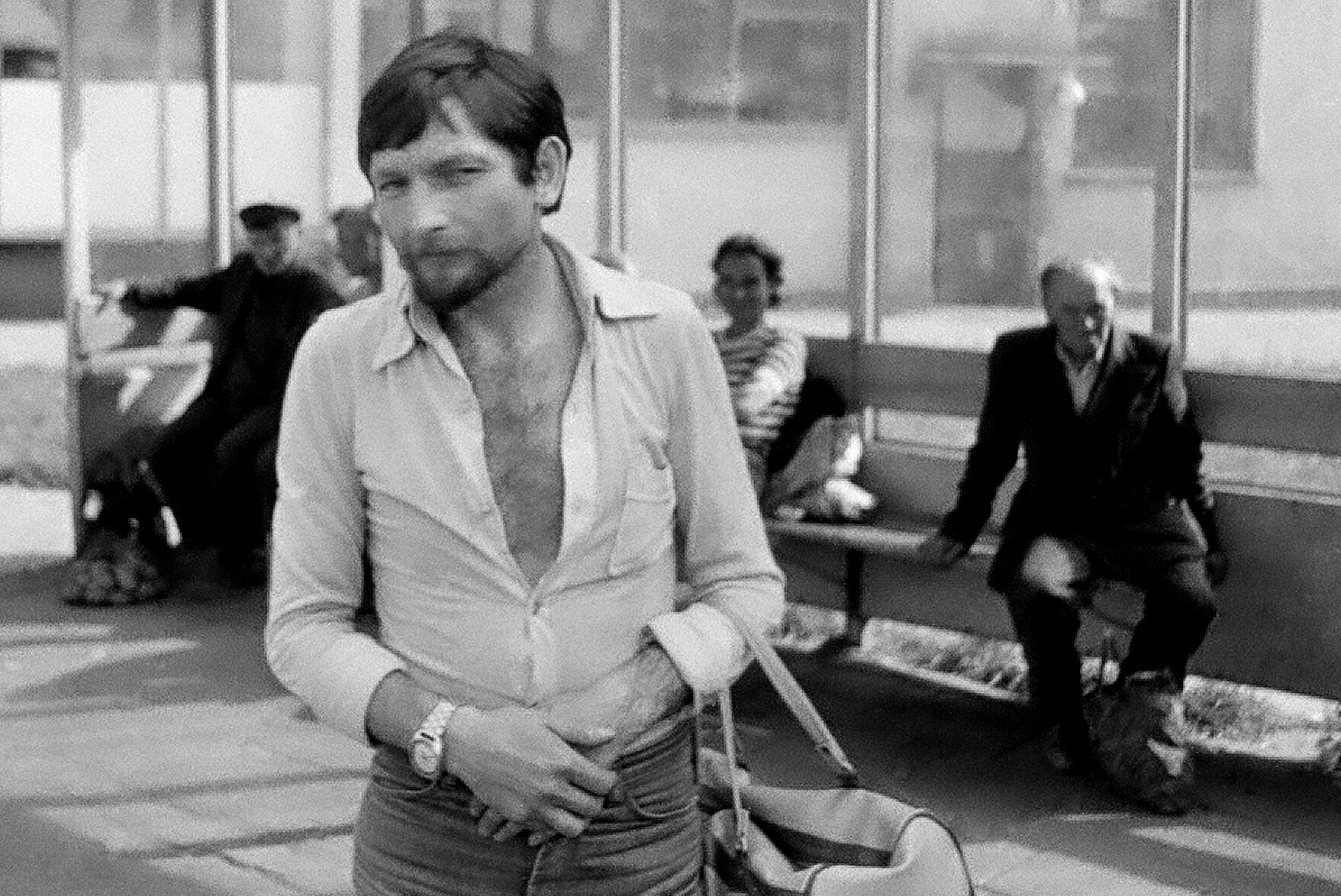
Kazimierz Furman (1985)

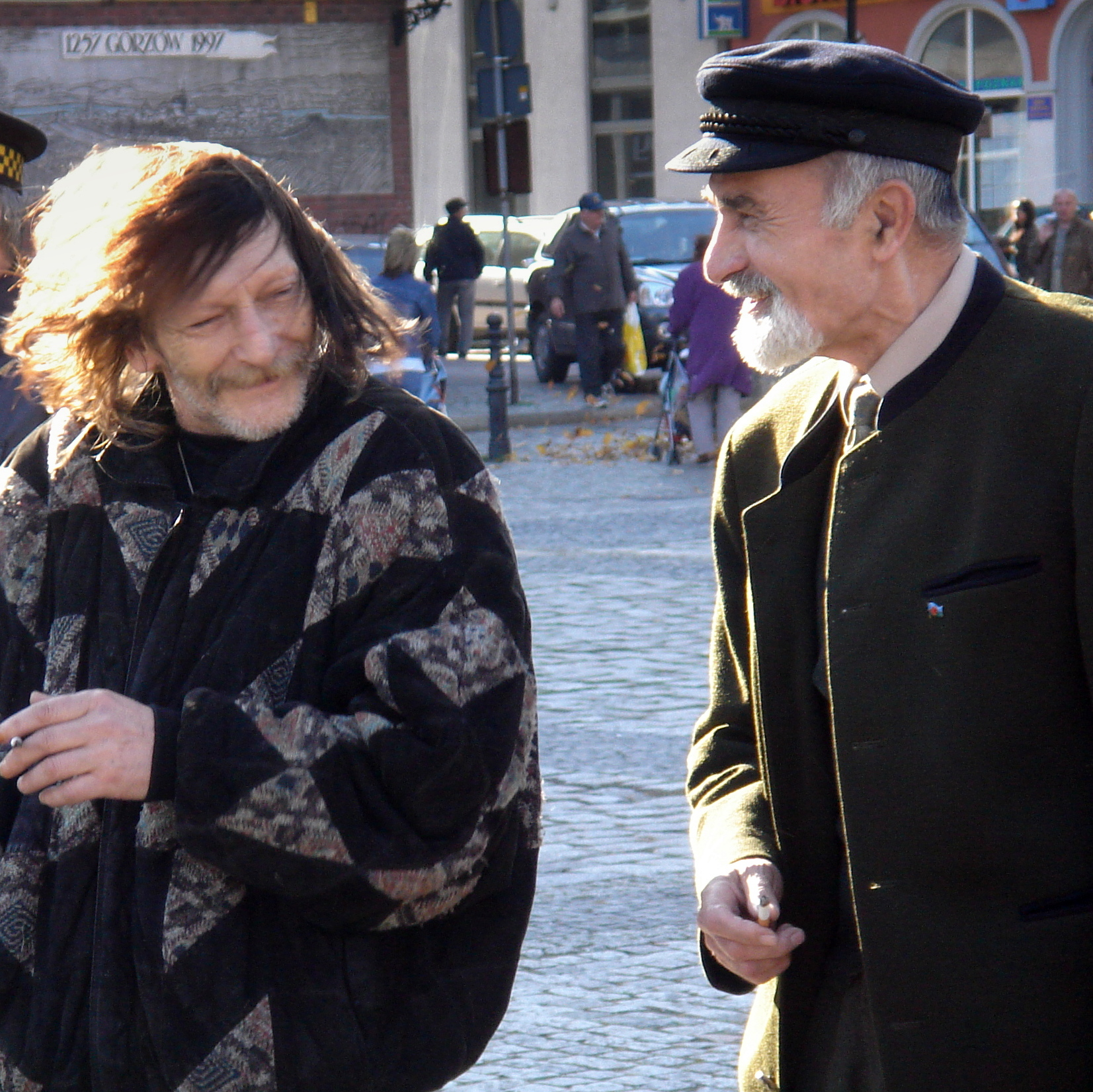
Kazimierz Furman i Karol Parno Gierliński (2006)

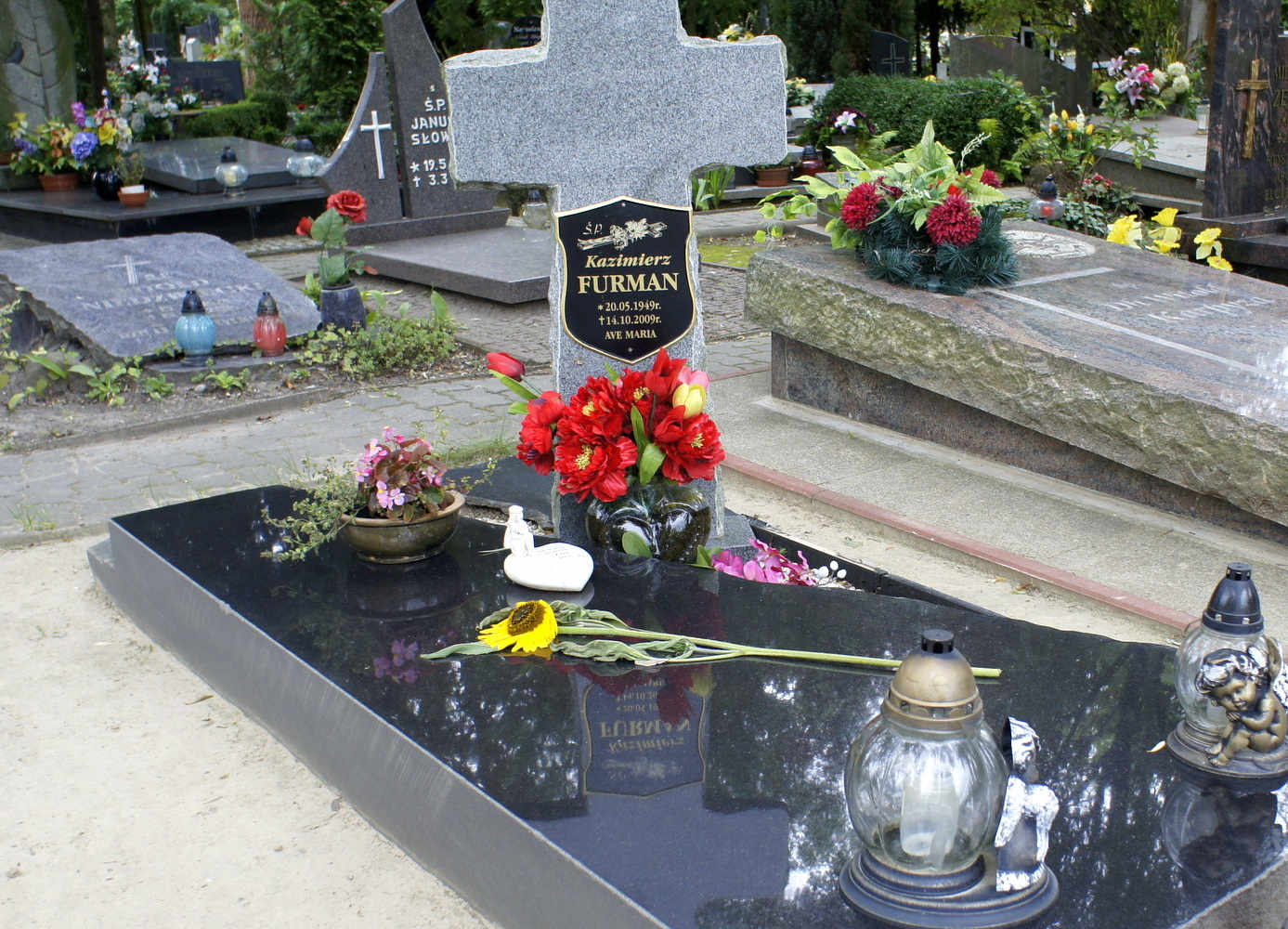
Grób poety (4R/1/5)

Kazimierz Furman (ur. 20 maja 1949 w Jędrzejewie koło Piły, zm. 14 października 2009 w Gorzowie Wielkopolskim) – polski poeta, prozaik, felietonista, uczeń Zdzisława Morawskiego. 
Przez prawie całe dorosłe życie związany był z Gorzowem Wielkopolskim, do którego przyjechał w 1955 r. Ukończył gorzowskie liceum ogólnokształcące. Przez pewien czas pracował jako drukarz w Zakładach Przemysłu Jedwabniczego „Silwana” w Gorzowie, później w dziale informacji i wydawnictw w Wojewódzkim Domu Kultury.
Jako poeta zadebiutował w 1974 r. wierszem wydrukowanym w „Nadodrzu”, a pierwszy tomik – Powrót do osłupienia – wydał w 1976 r. Jest autorem 12 książek poetyckich, współautorem almanachu poezji lubuskiej Moment wejścia oraz antologii Na fali czasu. Otrzymał liczne nagrody i wyróżnienia, m.in. dwukrotnie nagrodę kulturalną prezydenta Gorzowa (1996, 2009), gdański Laur Czerwonej Róży (1998), Lubuski Wawrzyn Literacki (1999). Był laureatem Warszawskiej Jesieni Poezji, Łódzkiej Wiosny Poetyckiej, Konkursu im. Jana Śpiewaka w Świdwinie. Współpracował z redakcjami gazet i czasopism, swoje wiersze publikował m.in. w „Pegazie Lubuskim”, „Pro Libris” i w „Nadodrzu”. W latach 1997–1998 pisał felietony do „Arsenału Gorzowskiego”. W 2004 r. został członkiem Związku Literatów Polskich, w tym samym roku wszedł w skład nowo utworzonego Zarządu Oddziału ZLP w Gorzowie Wielkopolskim jako członek bez funkcji. Przez rok (do 2005 r.) w Miejskim Centrum Kultury „Chemik” prowadził cykliczne warsztaty poetyckie – Hyde Park.
Zmarł 14 października 2009 r. po ciężkiej chorobie. Został pochowany w Alei Zasłużonych na cmentarzu komunalnym w Gorzowie Wielkopolskim.

## Tomiki poetyckie
- Powrót do osłupienia (1976)
- Kształcenie pamięci (1980)
- Drzewo grzechu (1989)
- Kalendarz polski (1993)
- Wiersze (1995)
- Furman w fotografii Zenona Kmiecika (1996)
- Doświadczanie obecności (1997)
- I jeszcze nic nie wiem (1998)
- Odmienne stany obecności (1998)
- Autoportret z drugiej ręki / Selbstporträt aus zweiter Hand (1999)
- Drzewo grzechu + (2000)
- Brzemię (2009)